# Jürgen Molsen
Jürgen Molsen (* 11. April 1936 in Hannover; † 28. Juni 2025 in Celle) war ein Brigadegeneral des Heeres der Bundeswehr.

## Leben
Beförderungen
- 1959 Leutnant
- 1962 Oberleutnant
- 1966 Hauptmann
- 1969 Major
- 1971 Oberstleutnant
- 1979 Oberst
- 1991 Brigadegeneral

Molsen legte das Abitur an einem humanistischen Gymnasium in Celle ab. Am 11. April 1957 trat er bei der 3. Kompanie des Panzergrenadierbataillons 3 in Hamburg in die Bundeswehr ein, besuchte von Dezember 1957 bis Juli 1958 die Heeresoffizierschule I in Hannover und anschließend bis Januar 1959 die Kampftruppenschule II in Munster. Danach wurde er bis Juli 1960 als Zugführer in der 4. Kompanie des Panzergrenadierbataillons 323 in Schwanewede verwendet, bis Oktober 1960 als Zugführer eines Zuges der Panzerjäger und mittleren Mörser in der 5. Kompanie jenes Bataillons und bis September 1961 als Zugführer des Krankenwagen-Zuges und Leiter der Unteroffizieranwärter-Lehrgänge in der 4. Kompanie des Sanitätsbataillons 11 in Delmenhorst und Leer. Von Juli 1963 bis Oktober 1966 war er Kompaniechef der 2. Kompanie des Panzergrenadierbataillons 31 in Varel und von Oktober 1966 bis März 1967 der Fernmeldeausbildungskompanie 601 in Rendsburg.
Von 1967 bis 1969 absolvierte Molsen den 10. Generalstabslehrgang Heer an der Führungsakademie der Bundeswehr in Hamburg, wo er zum Offizier im Generalstabsdienst ausgebildet wurde. Anschließend wurde er Generalstabsoffizier für Logistik (G 4) der Panzerbrigade 18 in Neumünster, besuchte von Juni 1971 bis Juli 1972 das Command and General Staff College in Fort Leavenworth in Kansas in den Vereinigten Staaten und war von Oktober 1972 bis Dezember 1974 Generalstabsoffizier für Planung, Ausbildung und Organisation (G 3) der 6. Panzergrenadierdivision in Neumünster. Von Dezember 1974 bis Juli 1977 war er Bataillonskommandeur des Panzergrenadierbataillons 172 in Lübeck und anschließend bis September 1979 Referent im Referat VI 1 im Führungsstab des Heeres im Bundesministerium der Verteidigung in Bonn. Danach wurde er Leiter des Heereshauptverbindungsstabes 1 am Standort des United States Army Training and Doctrine Command in Fort Monroe in Virginia in den Vereinigten Staaten, im Oktober 1982 Gruppenleiter 1 in der Abteilung Kampftruppen im Heeresamt in Köln und im Juli 1987 Referatsleiter III 2 im Führungsstab des Heeres im Bundesministerium der Verteidigung in Bonn.
In seiner letzten Verwendung war Molsen ab dem 21. Dezember 1988 der letzte Brigadekommandeur der Panzerbrigade 33 in der Cambridge-Dragoner-Kaserne in Celle vor deren Auflösung. Mit Ablauf des September 1993 wurde er in den Ruhestand versetzt.
Molsen war verheiratet und hatte eine Tochter. Seine Urne wurde auf dem Friedhof im Celler Ortsteil Groß Hehlen beigesetzt.

## Auszeichnungen
- Legion of Merit, Degree of Officer (1982)[2]